# Phycopsis
Phycopsis är ett släkte av svampdjur. Phycopsis ingår i familjen Axinellidae.
Kladogram enligt Catalogue of Life:
| Phycopsis | \| \| Phycopsis fruticulosa \| \| \| \| \| \| Phycopsis hirsuta \| \| \| \| \| \| Phycopsis hispidula \| \| \| \| \| \| Phycopsis papillata \| \| \| \| \| \| Phycopsis setosa \| \| \| \| \| \| Phycopsis terpnis \| \| \| \| |
|           | \| \| Phycopsis fruticulosa \| \| \| \| \| \| Phycopsis hirsuta \| \| \| \| \| \| Phycopsis hispidula \| \| \| \| \| \| Phycopsis papillata \| \| \| \| \| \| Phycopsis setosa \| \| \| \| \| \| Phycopsis terpnis \| \| \| \| |
|           | Auletta |
|           | |
|           | Axinella |
|           | |
|           | Cymbastela |
|           | |
|           | Dragmacidon |
|           | |
|           | Dragmaxia |
|           | |
|           | Ophiraphidites |
|           | |
|           | Pararhaphoxya |
|           | |
|           | Phakellia |
|           | |
|           | Pipestela |
|           | |
|           | Pseudaxinella |
|           | |
|           | Ptilocaulis |
|           | |
|           | Reniochalina |
|           | |
|           | Tragosia |
|           | |
|           | Phycopsis fruticulosa |
|           | |
|           | Phycopsis hirsuta |
|           | |
|           | Phycopsis hispidula |
|           | |
|           | Phycopsis papillata |
|           | |
|           | Phycopsis setosa |
|           | |
|           | Phycopsis terpnis |
|           | |

|  | Phycopsis fruticulosa |
|  |                       |
|  | Phycopsis hirsuta     |
|  |                       |
|  | Phycopsis hispidula   |
|  |                       |
|  | Phycopsis papillata   |
|  |                       |
|  | Phycopsis setosa      |
|  |                       |
|  | Phycopsis terpnis     |
|  |                       |